# Ligerz
Ligerz (fr. Gléresse) – gmina (niem. Einwohnergemeinde) w Szwajcarii, w kantonie Berno, w regionie administracyjnym Seeland, w okręgu Biel/Bienne. Leży nad jeziorem Bielersee.

## Demografia
W Ligerz mieszka 545 osób. W 2020 roku 7,2% populacji gminy stanowiły osoby urodzone poza Szwajcarią.

## Transport
Przez teren gminy przebiega droga główna nr 5.